# Tremulant
Tremulant er en indretning, som fremkalder vibrerende, eller tremulerende, toner på orgler. Tremulanten er en lille bælg, som er koblet til luftkanalen og frembringer hurtige, periodiske luftstød. Dette bevirker, at luften til orgelpiberne kommer i små pulser, og lyden opfattes som vibrerende. Tremulant var særlig almindelig på kinoorgler.